# Sorva
Sorva är en sjö i kommunen Kuusamo i landskapet Norra Österbotten i Finland. Sjön ligger 262,7 meter över havet. Den är 6,81 meter djup. Arean är 65 hektar och strandlinjen är 6,98 kilometer lång. Sjön  ingår i Koundaälvens huvudavrinningsområde.   Den ligger omkring 230 kilometer nordöst om Uleåborg och omkring 690 kilometer norr om Helsingfors. 